# 6130 Hutton
6130 Hutton è un asteroide areosecante. Scoperto nel 1989, presenta un'orbita caratterizzata da un semiasse maggiore pari a 2,9747834 UA e da un'eccentricità di 0,5418107, inclinata di 23,75453° rispetto all'eclittica.